# 우비흐어
우비흐어(Ubykh)는 체르케스인의 한 분파였던 우비흐인에 의하여 쓰였던 북서캅카스어파의 언어이다. 이전 세계에서 가장 많은 자음수를 보유한 언어로 기네스북에 기재되기도 했었다. 1990년대 이후 사어가 되었다.

## 역사
우비흐인들은 원래 흑해 북부 연안, 특히 오늘날의 소치 지역에 거주하고 있던 반유목민 집단이었으나, 제정 러시아의 침입을 피해 1875년경 지금의 터키 영내로 대량 이주하였다. 우비흐인들은 그 후 터키에 문화적으로 동화되어 우비흐어도 급격히 생명력을 잃어 갔으며, 결국 최후의 화자로 알려진 테브피크 에센치(Tevfik Esenç)가 1992년 사망함으로써 지구상에서 사라졌다. 프랑스의 언어학자인 조르주 뒤메질(Georges Dumézil)은 그의 생전에 음성기록 및 연구 등의 귀중한 자료를 남겼다.

## 특징
우비흐어는 84개의 닿소리(자음)을 갖고 있고(단 그중 3개는 차용어에만 쓰임), 꽁옹어나 아르치어 등 우비흐어를 능가하는 닿소리 수를 가진 언어가 발견되기 전까지는 세계에서 가장 많은 닿소리를 가진 언어로 여겨졌다. 그에 비하여 홀소리(모음)은 단 3개밖에 없는 등, 전형적인 캅카스어의 음운적 특징을 보여준다. 다만 모음에는 여러 가지 이음이 많았다.
교착적인 특성을 가졌는데 접사가 매우 많이 사용되어 포합어로 간주되기도 한다. 동사는 많은 접두사와 접미사에 의하여 복잡한 파생·굴절을 한다. 능격을 포함한 격표시체계를 갖추고 있었으며 총 4개의 격을 구별한다.

## 문자
우비흐어의 문자 체계가 제안되었지만 표준 문자 형식은 없었다.  그러나 펜위크는 튀르키예어 컴퓨터 키보드에서 입력할 수 있도록 고안된 "실용적인 우비흐어 철자법"에 대한 가이드를 제공한다. 그 내용은 아래와 같다:
| IPA   | 철자 | IPA    | 철자 | IPA   | 철자 | IPA    | 철자 |
| ----- | ---- | ------ | ---- | ----- | ---- | ------ | ---- |
| [ɐ]   | a    | [z]    | z    | [tʃʼ] | ç'   | [qʼ]   | q'   |
| [ɜ]   | e    | [s]    | s    | [ʒ]   | j    | [ʁ]    | ğ    |
| [ɨ]   | ı    | [r]    | r    | [ʃ]   | ş    | [χ]    | x    |
| [b]   | b    | [n]    | n    | [ʒʷ]  | ju   | [qʲ]   | qi   |
| [p]   | p    | [l]    | l    | [ʃʷ]  | şu   | [qʲʼ]  | q'i  |
| [pʼ]  | p'   | [ɬ]    | lh   | [ɖʐ]  | cr   | [ʁʲ]   | ği   |
| [v]   | v    | [ɬʼ]   | l'h  | [ʈʂ]  | çr   | [χʲ]   | xi   |
| [f]   | f    | [dʷ]   | du   | [ʈʂʼ] | ç'r  | [qʷ]   | qu   |
| [w]   | w    | [tʷ]   | tu   | [j]   | y    | [qʷʼ]  | q'u  |
| [m]   | m    | [tʷʼ]  | t'u  | [g]   | g    | [ʁʷ]   | ğu   |
| [bˤ]  | bh   | [dʑ]   | ci   | [k]   | k    | [χʷ]   | xu   |
| [pˤ]  | ph   | [tɕ]   | çi   | [kʼ]  | k'   | [qˤ]   | qh   |
| [pˤʼ] | p'h  | [tɕʼ]  | ç'i  | [ɣ]   | ĝ    | [qˤʼ]  | q'h  |
| [vˤ]  | vh   | [ʑ]    | ji   | [x]   | x̂    | [ʁˤ]   | ğh   |
| [wˤ]  | wh   | [ɕ]    | şi   | [gʲ]  | gi   | [χˤ]   | xh   |
| [mˤ]  | mh   | [dʑʷ]  | cü   | [kʲ]  | ki   | [qʷˤ]  | qö   |
| [d]   | d    | [tɕʷ]  | çü   | [kʲʼ] | k'i  | [qʷˤʼ] | q'ö  |
| [t]   | t    | [tɕʷʼ] | ç'ü  | [gʷ]  | gu   | [ʁʷˤ]  | ğö   |
| [tʼ]  | t'   | [ʑʷ]   | jü   | [kʷ]  | ku   | [χʷˤ]  | xö   |
| [dz]  | dz   | [ɕʷ]   | şü   | [kʷʼ] | k'u  | [h]    | h    |
| [ts]  | ts   | [dʒ]   | c    | [xʷ]  | x̂u   |        |      |
| [tsʼ] | ts'  | [tʃ]   | ç    | [q]   | q    |        |      |

## 기타
우비흐어는 사멸했지만, 우비흐인들은 현재도 터키, 러시아 영내의 캅카스 내에서 그들의 정체성을 잃지 않은 채 거주하고 있으며, 일부에서 우비흐어를 부활하려는 움직임이 있다. 또 사멸했지만 문헌 기록이 남아있어, 그 특이성 때문에 흥미를 가지는 사람이 많다.

## 같이 보기
- 북캅카스어족